# Glavna cesta 2
Die Glavna cesta 2 (slowenisch für Hauptstraße 2) ist eine Hauptstraße erster Klasse in Slowenien.

## Verlauf
Die Straße führt von Slovenska Bistrica (deutsch: Windisch-Feistritz) über die Anschlussstelle Slovenska Bistrica-sever der Autobahn Avtocesta A1 (Europastraße 57) und an Pragersko (deutsch: Pragerhof) vorbei durch das Draufeld (Dravsko polje) und die Anschlussstelle Hajdina der Autobahn Avtocesta A4 (Europastraße 59) nach Ptuj (deutsch:Pettau) (mit Umgehungsstraße im Süden) und weiter in östlicher Richtung nach Ormož (deutsch: Friedau). Zwischen Središče ob Dravi (deutsch: Polstrau) und Trnovec überschreitet sie die slowenisch-kroatische Grenze und geht in die kroatische Drzavna cesta D208 in Richtung Čakovec über.
Die Länge der Straße beträgt 53,3 km.

## Geschichte
Vor 1998 trug die Straße die aus jugoslawischer Zeit übernommenen Nummern M3.3 und M3.